# Pantopsalis
Pantopsalis is een geslacht van hooiwagens uit de familie Monoscutidae.
De wetenschappelijke naam Pantopsalis is voor het eerst geldig gepubliceerd door Simon in 1879. 
De soorten komen alleen voor in Nieuw-Zeeland.

## Soorten
Pantopsalis omvat de volgende 11 soorten:
- Pantopsalis albipalpis
- Pantopsalis cheliferoides
- Pantopsalis coronata
- Pantopsalis halli
- Pantopsalis johnsi
- Pantopsalis listeri
- Pantopsalis luna
- Pantopsalis phocator
- Pantopsalis pococki
- Pantopsalis rennelli
- Pantopsalis snaresensis